# Przełęcz Pawlusia
Przełęcz Pawlusia (1159 m, 1176 m) – przełęcz w Grupie Lipowskiego Wierchu i Romanki w Beskidzie Żywiecko-Orawskim, pomiędzy szczytami Rysianki (1322 m) i Romanki (1366 m). Dokładniej jest to przełęcz między Rysianką a Martoszką (na mapie Geoportalu opisaną jako Zamkowski Wierch, 1187 m), będącą przedwierzchołkiem Romanki. Wschodnie stoki spod przełęczy opadają do doliny potoku Sopotnia, zachodnie do doliny Żabniczanki. Przez przełęcz prowadzi też granica między miejscowościami Sopotnia Wielka i Żabnica (obydwie w województwie śląskim, powiecie żywieckim). Na przełęczy spotykają się dwie hale pasterskie: hala Pawlusia (na zboczach Rysianki) i Hala Łyśniewska (na zboczach Martoszki). Jest też tutaj węzeł szlaków turystycznych.
Nazwa przełęczy wywodzi się od nazwy hali Pawlusia, tej zaś od nazwiska właściciela.

## Szlaki turystyczne
Węgierska Górka – Abrahamów – Słowianka – Pawlusia – Rysianka (Główny Szlak Beskidzki)
 Romanka – przełęcz Pawlusia – hala Rysianka
 Żabnica – Szyndzielny Groń – przełęcz Pawlusia – hala Rysianka